# Шемчук, Виктор Викторович
Виктор Викторович Шемчук (укр. Віктор Вікторович Шемчук; род. 4 ноября 1970, Тернополь, УССР, СССР) — украинский юрист и политик.

## Биография
Виктор Шемчук родился 4 ноября 1970 года в городе Тернополе, УССР.

### Образование
Львовский национальный университет имени Ивана Франко, юридический факультет (1993), юрист, «Правоведение». Кандидат юридических наук (с октября 2009).

### Карьера
- С февраля по июль 1993 года — стажёр на должности помощника прокурора г. Тернополя.
- С июля 1993 по май 1994 года — стажёр на должности следователя прокуратуры. Тернополя.
- С мая по июль 1994 года — стажёр на должности помощника прокурора г. Тернополя.
- С августа 1994 по ноябрь 1997 года — помощник прокурора г. Тернополя.
- С ноября 1997 по январь 1998 года — следователь прокуратуры г. Тернополя.
- С январь 1998 по январь 1999 года — старший следователь прокуратуры г. Тернополя.
- С января по июнь 1999 года — следователь прокуратуры Симферопольского района Автономной Республики Крым.
- С июня 1999 по март 2000 года — заместитель начальника отдела надзора за соблюдением законов спецподразделениями борьбы с организованной преступностью.
- С марта 2000 по февраль 2005 года — начальник отдела надзора за соблюдением законов спецподразделениями и другими государственными органами, которые ведут борьбу с организованной преступностью и коррупцией, а также управления надзора за соблюдением законов органами, которые проводят оперативно-розыскную деятельность, дознания и досудебного следствия прокуратуры АР Крым.
- С февраля по март 2005 года — и. о. прокурора АР Крым.
- С марта по декабрь 2005 года — заместитель Генерального прокурора Украины — прокурор АР Крым.
- С марта 2005 по февраль 2007 года — прокурор Автономной Республики Крым.
- С 22 февраля по 4 мая 2007 года — постоянный представитель Президента Украины в АР Крым[1][2].
- С мая 2007 года — прокурор АР Крым.
- С 24 мая по 1 июня 2007 года — и. о. Генерального прокурора Украины.
- С мая по июль 2007 года — член Совета национальной безопасности и обороны Украины.
- В 2007—2012 годах — народный депутат Украины.
- С марта по октябрь 2013 года — председатель Львовской областной государственной администрации[3][4].

### Парламентская деятельность
Народный депутат Украины 6-го созыва с 23 ноября 2007 по 12 декабря 2012 года от блока «Наша Украина— Народная самооборона», № 33 в списке. На время выборов: заместитель Генерального прокурора Украины — прокурор АР Крым, беспартийный. Член фракции Блока «Наша Украина — Народная самооборона» (с ноября 2007). В июне 2010 года вошёл в коалицию «Стабильность и реформы».. Член Комитета по вопросам законодательного обеспечения правоохранительной деятельности (с декабря 2007), председатель подкомитета по вопросам усовершенствования законодательства об административных правонарушениях (с мая 2008).
В 2009—2012 годах — Контактный парламентарий Верховной рады Украины с Парламентской ассамблеей Совета Европы по вопросам противодействия насилию, борьбы с детской проституцией и порнографией.
В 2007—2012 годах — член группы по межпарламентским связям с Японией, Республикой Чили, Австралией и Швейцарской Конфедерацией.
В 2011—2012 годах — член специальной комиссии Верховной Рады Украины по вопросам Автономной Республики Крым.
Виктор Шемчук — автор конституционного представления относительно соответствия Конституции Украины (конституционности) положений Конституции Автономной Республики Крым и Закона Украины «Об утверждении Конституции Автономной Республики Крым».
В 2008 году Президиум Верховного Совета Крыма лишил Виктора Шемчука почётного звания «Заслуженный юрист Автономной Республики Крым» и знака отличия Автономной республики Крым «За верность долгу». Как сказано в решении президиума, народного депутата Украины Шемчука лишили почетного звания и награды за действия, направленные на ограничение конституционных основ статуса и полномочий Автономной Республики Крым, дестабилизацию общественно-политической ситуации в автономии. Шемчук предлагал парламенту внести изменения в Конституции Крыма и предоставить Совету право принимать изменения и дополнения к ней, поскольку на данный момент она может быть изменена исключительно парламентом Крыма. В том же году окружной административный суд Киева отменил решение президиума Верховного Совета Крыма о лишении Виктора Шемчука почетного звания заслуженного юриста АРК и отличия республики «За верность долгу».

### Общественная деятельность
В 2016 году возглавил Федерацию водно-моторного спорта Украины.

### Семья
Женат, имеет дочь.

## Награды и государственные ранги
Государственный советник юстиции 3-го класса (с августа 2006), 2-го класса (с июня 2007). Заслуженный юрист Украины.